# Platymorpha
Platymorpha là một chi bọ cánh cứng trong họ Chrysomelidae.
Chi này được miêu tả khoa học năm 1888 bởi Jacoby.

## Các loài
Các loài trong chi này gồm:
- Platymorpha centromaculata (Jacoby, 1888)
- Platymorpha homoia Blake, 1966
- Platymorpha smaragdipennis (Jacoby, 1879)
- Platymorpha variegata Jacoby, 1888